# Hexapodibius pseudomicronyx
Hexapodibius pseudomicronyx är en djurart som tillhör fylumet trögkrypare, och som beskrevs av Robotti 1972. Hexapodibius pseudomicronyx ingår i släktet Hexapodibius och familjen Calohypsibiidae. Inga underarter finns listade i Catalogue of Life.